# ViuTV
ViuTV là một kênh truyền hình giải trí tổng hợp tiếng Quảng Đông tại Hồng Kông được điều hành bởi Công ty Giải trí Truyền hình HK (HKTVE), có công ty mẹ, PCCW, cũng vận hành nền tảng IPTV Now TV và dịch vụ truyền phát trực tuyến Viu. Kênh phục vụ như một cửa hàng phát sóng miễn phí của các chương trình truyền hình được hiển thị trên các kênh do Now TV vận hành. Trạm khác của kênh là ViuTVsix tiếng Anh.